# Daphne Caruana Galiziaová
Daphne Anne Caruana Galiziaová (rodným jménem Vellaová, 26. srpna 1964 – 16. října 2017) byla maltská spisovatelka, novinářka, blogerka a protikorupční aktivistka, která se stala obětí atentátu.

## Činnost
Na svém blogu se zaměřila na podávání zpráv o korupci ve vládě, nepotismu, praní špinavých peněz, vazbách mezi maltským online hazardním průmyslem a organizovaným zločinem, nebo o ázerbájdžánském vlivu na Maltě.
V letech 2016 a 2017 vznesla řadu obvinění týkající vazby maltských politiků na skandál Panama Papers. Krom investigativních příspěvků na svém blogu byla též pravidelnou přispěvatelkou do maltského deníku The Sunday Times of Malta a později The Malta Independent. Pokračovala ve vydávání kritických a investigativních článků po řadu let, a to navzdory zastrašování, výhrůžkám, žalobám za pomluvu a dvojímu zatčení maltskou policií.

## Atentát a jeho ohlas
Dne 16. října 2017 se stala obětí atentátu, když byla v jejím vozidle odpálena bomba. To vzbudilo mezinárodní pozornost a vlnu kritiky, otřáslo to i maltským politickým životem. V prosinci 2017 byli v souvislosti s bombovým útokem zatčeni tři muži. O dva roky později byl na své jachtě zatčen i Yorgen Fenech, majitel dubajské společnosti 17 Black, který měl být hlavním organizátorem útoku, a o němž Galiziaová na blogu psala, že uplácel vedoucího úřadu vlády a jiné politiky. Následně rezignoval zmíněný vedoucí úřadu vlády a také dva ministři, kvůli kontaktům s Fenechem. V dubnu 2018 ohlásilo mezinárodní konsorcium 45 novinářů vznik tzv. Projektu Daphne, který má dokončit její investigace. Šestnáctého každého měsíce se na Maltě scházejí občané, aby si vraždu novinářky připomněli., jehož členové pracují např. pro Reuters, The Guardian, The New York Times, Le Monde atd.